# Elizabeta Jonuz
Elizabeta Jonuz (* 1964 in Skopje) ist Kulturwissenschaftlerin (Soziologie), Erzieherin, Sozialpädagogin, Autorin und Bürgerrechtlerin, die sich für die Rechte der Angehörigen der Roma-Minderheit einsetzt. Sie ist Professorin der Hochschule Hannover und lehrt Soziale Arbeit mit den Schwerpunkten Migration und Internationales.

## Leben und Werk
Elizabeta Jonuz ist deutsche Romni und Lehrbeauftragte am Institut für vergleichende Bildungsforschung und Sozialwissenschaften der Humanwissenschaftlichen Fakultät der Universität zu Köln. Zudem lehrt sie als Professorin für Soziale Arbeit an der Hochschule Hannover im Fachbereich Migration und Internationales.
Elizabeta Jonuz wurde 1964 in Skopje in Jugoslawien geboren. Ihre Eltern – ihr Vater ist Sefedin Jonuz – kamen 1967 mit ihr und ihrer älteren Schwester als jugoslawische Gastarbeiter nach Deutschland. Elizabeta Jonuz wuchs in Solingen auf. Seit 1982 lebt sie in Köln. Dort erlernte sie zunächst den Beruf der Erzieherin. Sie arbeitete anschließend als Hortnerin (bis 1994) und in einer Kindertagesstätte (bis 2001), die sie seit 1999 leitete. Im Alter von 37 Jahren begann sie ein Studium der Sozialpädagogik an der Fachhochschule Köln (2001–2004) und absolvierte parallel dazu eine Ausbildung zur psychoanalytisch-systemischen Beraterin. In den Jahren 2004 bis 2008 promovierte sie an der Universität zu Köln im Fach Sozialwissenschaften. Seit 2009 ist Elizabeta Jonuz wissenschaftliche Mitarbeiterin der Fachhochschule Köln und Lehrbeauftragte am Institut für vergleichende Bildungsforschung und Sozialwissenschaften der Humanwissenschaftlichen Fakultät der Universität zu Köln. Sie beschäftigt sich schwerpunktmäßig mit Migrationssoziologie, Bildungssoziologie, Stadtsoziologie, Ethnisierung, rassismuskritischer Bildungsarbeit u. a.
Elizabeta Jonuz betreibt seit Anfang der 1990er Jahre Bildungs- und Vermittlungsarbeit zur Situation der Roma in Deutschland und der Roma in Ex-Jugoslawien. Dazu hielt sie Vorträge und publizierte in Zeitschriften. So reiste sie im Rahmen des Kölner Rom e. V. mit Karola Fings nach Mazedonien, um dort die Situation von aus Deutschland abgeschobenen Roma und Romnija [auch: Romnja] zu dokumentieren. Darüber hielten die beiden Autorinnen landesweit Vorträge und publizierten dazu. Elizabeta Jonuz, Karola Fings und Günter Glocksin kritisierten das Re-Integrationsprogramm der nordrhein-westfälischen Landesregierung als Vorläufermodelle für Massenabschiebungen von Roma.
Elizabeta Jonuz publizierte einige Beiträge in der vom Rom e. V. herausgegebenen Zeitschrift Jekh Čhib [auch: Jek Čip = "eine Sprache/Zunge"]. Materialien zur Situation der Roma und der BRD, die u. a. zur Aufklärung der Mehrheitsgesellschaft über antiziganistische Stereotype dienen sollte. Jekh Čhip erschien in den 1990er Jahren (1993–1996) mit dem Selbstverständnis, "Wahrnehmungen in Frage zu stellen, vermeintliches Wissen zu überprüfen", nachdem es ein gesellschaftliches Interesse, dieses 'Wissen' kritisch zu überprüfen, ... allenfalls sporadisch" gebe.
In der Folge beschäftigte sich Elizabeta Jonuz auch wissenschaftlich mit migrantischen Roma, die z. B. als „Gastarbeiter_innen“ in den 1960er- und 1970er-Jahren aus dem ehemaligen Jugoslawien in die Bundesrepublik kamen, und Prozessen ihrer Marginalisierung vor dem Hintergrund des Begriffs Ethnisierung.
In Bezug auf Feminismus setze sich Elizabeta Jonuz mit der Rolle der Romni und ihrem Verhältnis zu postmodernen und postkolonialen feministischen Theorien auseinander. Sie beschäftigte sich mit dem Konzept multipler Identitäten, z. B. bei Birgit Rommelspacher, nach dem eine Person nie nur entweder schwarz oder weiß, arm oder reich, Frau oder Mann, Türkin oder Deutsche sei. Je nachdem, in welchem Kontext sich eine Person gerade bewegt, sei sie mehr das eine oder das andere, das Selbst sei ein offenes System, unterschiedliche Identitätselemente seien gleichzeitig wirksam, verschöben sich gegeneinander. Elizabeta Jonuz hält dem die Wirkmächtigkeit der spezifischen Diskriminierungsform des Antiziganismus entgegen: „Die Romni ist in den westlichen Industriegesellschaften in Europa immer in erster Linie Roma.“
Für einen ersten größeren Romnija-Kongress in Deutschland, an dem u. a. die Künstlerin und Schriftstellerin Ceija Stojka, die Musikerin Esma Redžepova und die Filmemacherin Melanie Spitta teilnahmen, erarbeitete Jonuz eine Ausstellung zum Thema "Roma-Frauen: Klischees und Realitäten".
Elizabeta Jonuz ist seit 2012 im Vorstand der Hildegard-Lagrenne-Stiftung, die sich für Bildung, Inklusion und Teilhabe der Angehörigen der vielfältigen Roma-Minderheit in Deutschland einsetzt, seit 2014 Mitglied der Marburger Gesellschaft für Antiziganismusforschung und war von 2012 bis 2015 Mitglied des bundesweiten Arbeitskreises zur Verbesserung der Bildungsbeteiligung und des Bildungserfolgs der Roma in Deutschland.

## Schriften, mediale Beiträge (Auswahl)

### Monografien
- Kontinuitäten und Brüche familiärer Gewalt – Der Wandel elterlicher Erziehungsgewalt zu elterlicher Erziehungskompetenz unter Berücksichtigung präventiver Ansätze, Diplomarbeit, Köln 2004[9]
- Stigma Ethnizität – wie zugewanderte Romafamilien der Ethnisierungsfalle begegnen. Köln 2009, ISBN 978-3-940755-28-5
- (Un-)Sichtbare Erfolge – Bildungswege von Romnja und Sintize in Deutschland. Springer Verlag, ISBN 978-3-658279-66-0. Co-Autorin Jane Weiß

### Buch- und Zeitschriftenbeiträge
- Die Lebenssituation von Roma-Kindern in Mazedonien. In: Kindheiten. Ein multimediales Projekt von Student/-innen mit Prof. Dr. Sigrid Tschöpe-Scheffler an der Fachhochschule Köln, Fakultät für Angewandte Sozialwissenschaften[2]
- mit Karola Fings, Günter Glocksin: Im Teufelskreis von Diskriminierung, Verelendung und Vertreibung, in: Roland Schopf (Hrsg.): Sinti, Roma und wir anderen. Beiträge zu problembesetzten Beziehungen, Münster und Hamburg 1994
- mit Karola Fings: „Ich atme es ein und aus“ – ein Interview mit Ceija Stojka, in: Jekh Čhip, Materialien zur Situation der Roma in der BRD: Das Vergangene ist nicht vergangen. Roma- und Sinti-Frauen. Verfolgung – Widerstand – Überlebensstrategien,  Nr. 4 (1995)
- mit Karola Fings: „Wir waren eine lästige Gesellschaft“ – ein Interview mit Ceija Stojka, in: Jekh Čhip, Materialien zur Situation der Roma in der BRD: Roma-Frauen in Bewegung – Bilder brechen auf. Politik-Alltag-Kunst, Nr. 5. (1995)
- Romnja – „rassig“ und „rassisch minderwertig“? Anmerkungen zu Geschichte und Realitäten von Romafrauen, in: Brigitte Fuchs und Gabriele Habinger (Hrsg.): Rassismen und Feminismen. Differenzen, Machtverhältnisse und Solidarität zwischen Frauen, Wien 1995, ISBN 978-3853711064
- in Sigrid Tschöpe-Scheffler: Perfekte Eltern und funktionierende Kinder? Vom Mythos der „richtigen“ Erziehung, Opladen 2005
  - mit Andre Bornhöfft: Jede Familie ist anders
  - mit Sigrid Tschöpe-Scheffler, Andre Bornhöfft, Stephanie Mörs-Hoffmann: Ein Eltern-Orientierungstest zur Wahrnehmung der eigenen Stärken.
  - mit Stephanie Mörs-Hoffmann: Von der Erziehungshaltung zum Erziehungsverhalten
- Prozesse der Marginalisierung von Minderheiten am Beispiel der Roma, in: Überblick. Zeitschrift des Informations- und Dokumentationszentrums für Antirassismusarbeit in NRW. 15 Jg., Nr. 3 (2009)
- mit Erika Schulze: Vielfalt als Motor urbaner Entwicklungen. Das Beispiel Keupstraße in Köln, in: Wolf-Dietrich Bukow, Gerda Heck, Erika Schulze, Erol Yildiz (Hrsg.): Neue Vielfalt in der urbanen Stadtgesellschaft, 2009
- mit Sabine Hornberg und Christian Brüggemann: Die Bildungssituation der Sinti und Roma in Deutschland, in: Sabine Hornberg und Christian Brüggemann: Die Bildungssituation der Sinti und Roma in Europa, Münster 2013, ISBN 978-3-8309-2841-6
- Leben in einer Gesellschaft mit Rassismushintergrund, in: Heinrich-Böll-Stiftung (Hrsg.), Perspektiven und Analysen von Sinti und Rroma in Deutschland. Heimatkunde – Dossier, Dezember 2014, S. 48–57, siehe:

### Radio
- Rolf Cantzen: Die Inszenierung des Fremden. Antiziganismus in der sozialwissenschaftlichen Forschung. Mit Iman Attia, Klaus-Michael Bogdal, Elizabeta Jonuz und Wolfgang Wippermann. Deutschlandradio Kultur, 15. November 2012[10]